# Boku no Marī
Boku no Marī (ぼくのマリー, Boku no Marī) est un manga écrit et dessiné par Sakura Takeuchi. Il a été prépublié dans le magazine Weekly Young Jump entre 1994 et 1997 et édité par Shueisha.